# Zemětřesení v Biháru 1934
Zemětřesení v Biháru v roce 1934 bylo jedno z nejhorších zemětřesení v Nepálu při kterém mělo přijít o život okolo 30 000 lidí. Zemětřesení mělo za následek zničení bihárských měst Mungér a Muzaffarpur a dosahovalo 8,4 stupně Richterovy škály. Nastalo 15. ledna 1934 okolo 14:13 a způsobilo rozsáhlé škody v oblasti Nepálu a severního Biháru. Epicentrum zemětřesení se nacházelo ve východním Nepálu, asi 240 km od Káthmándú.
Nejvíce byly poškozeny oblasti, které lze vymezit Purnéou na východě po Čampáran na západě (vzdálenost mezi oblastmi je asi 320 km) a od Káthámdú na severu po Mungér na jihu (asi 130 km). Otřesy však byly cítit až na severu ve Lhase, na jihu v Bombaji, v Ásámu na východě a v Paňdžábu na západě. Zemětřesení rovněž zasáhlo Kalkatu, hlavní město dnešního Západního Bengálska, a poničilo zde mnoho budov včetně věže Katedrály svatého Pavla.
Bylo poničeno též množství komunikací a mimo Káthmándú i další centra Káthmándského údolí Pátan a Bhaktapur.